# Vox AC30
El AC30 es un amplificador a válvulas de 30W de potencia hecho a mano, desarrollado y comercializado por Vox Amplification por primera vez en 1958. Se caracteriza por un sonido potente y distintivo de baja fidelidad en su canal limpio, con tonos suaves y contundentes en su canal de distorsión.
La calidad de sus componentes era alta. Se podía regular la impedancia de salida a 4, 8 o 16 Ω, según conviniera. Todo ello hacía de él una gran revolución, tanto dentro de la empresa Vox como en el mundo de los amplificadores, siendo especial su repercusión en el Reino Unido.

## Historia

### Creación y primera generación del AC30
El Vox AC30 fue presentado en 1958 como el “hermano mayor” del modelo AC15 de 15 W, y fue el buque insignia de la marca Vox. El AC30 original, o AC30/4, sólo tenía un altavoz Goodman de 60 W y 12 pulgadas, mientras que las versiones posteriores poseían las convencionales parejas de altavoces de 12". En el AC30/4 existían dos canales con dos entradas, de ahí que su nombre sea AC30/4. Sólo tenía un potenciómetro para el tono. La etapa de potencia constaba de válvulas EL34, mientras que el preamplificador usaba una EF86, una válvula poco fiable que corría el riesgo de estropearse debido a las vibraciones. El amplificador tenía una válvula rectificadora. 
La primera generación del amplificador AC30 estaba encajada en un mueble parecido al de las antiguas televisiones, así como a los primeros modelos Fender, de mediados de la década de los 50. La serie Vox lucía una cubierta blanca de resina, decorada con un pequeño motivo en forma de diamante, que se repetía a lo largo de toda la cubierta, y con uno más grande en la tela, que escondía al altavoz. Las válvulas EL34, fueron pronto sustituidas por dos pares de válvulas EL84, haciendo que el AC30 fuera realmente el doble de potente que el AC15, que contaba con un único par de estas válvulas. Inicialmente, Vox ofreció una versión 1X12" y más tarde presentó la versión 2X12" AC30 Twin, la que no presentaba ningún problema de volumen en espacios grandes o abiertos. El AC30 original se ha convertido ya en una rareza, difícil de encontrar.

### El AC30 Twin
El primer AC30 Twin usaba unos altavoces Goodmans Audio 60's de 15 W, seguido de unos Celestion G12. Para 1960, Vox abandonó la apariencia de televisión antigua del antiguo AC30 para sustituirla por su característico diseño que ha permanecido casi inmutable desde 1960. El nuevo diseño se caracterizaba por una nueva cubierta de resina, similar al cuero color beige con sutiles vetas impresas. Se incorporó una fina tira dorada que separaba dos: la parte superior, cubierta de resina negra con las mismas características ya citadas, y la parte inferior, cubierta de tela de tonos que van desde el marrón al dorado pasando por el beige y siguiendo el mismo motivo de diamantes ya citado anteriormente. El sistema de ventilación constaba de tres pequeñas rejillas situadas en lo alto del amplificador, y el asa antigua fue remplazada por tres asas negras hechas en cuero, dos trasversales a los lados y una longitudinal en el centro. 

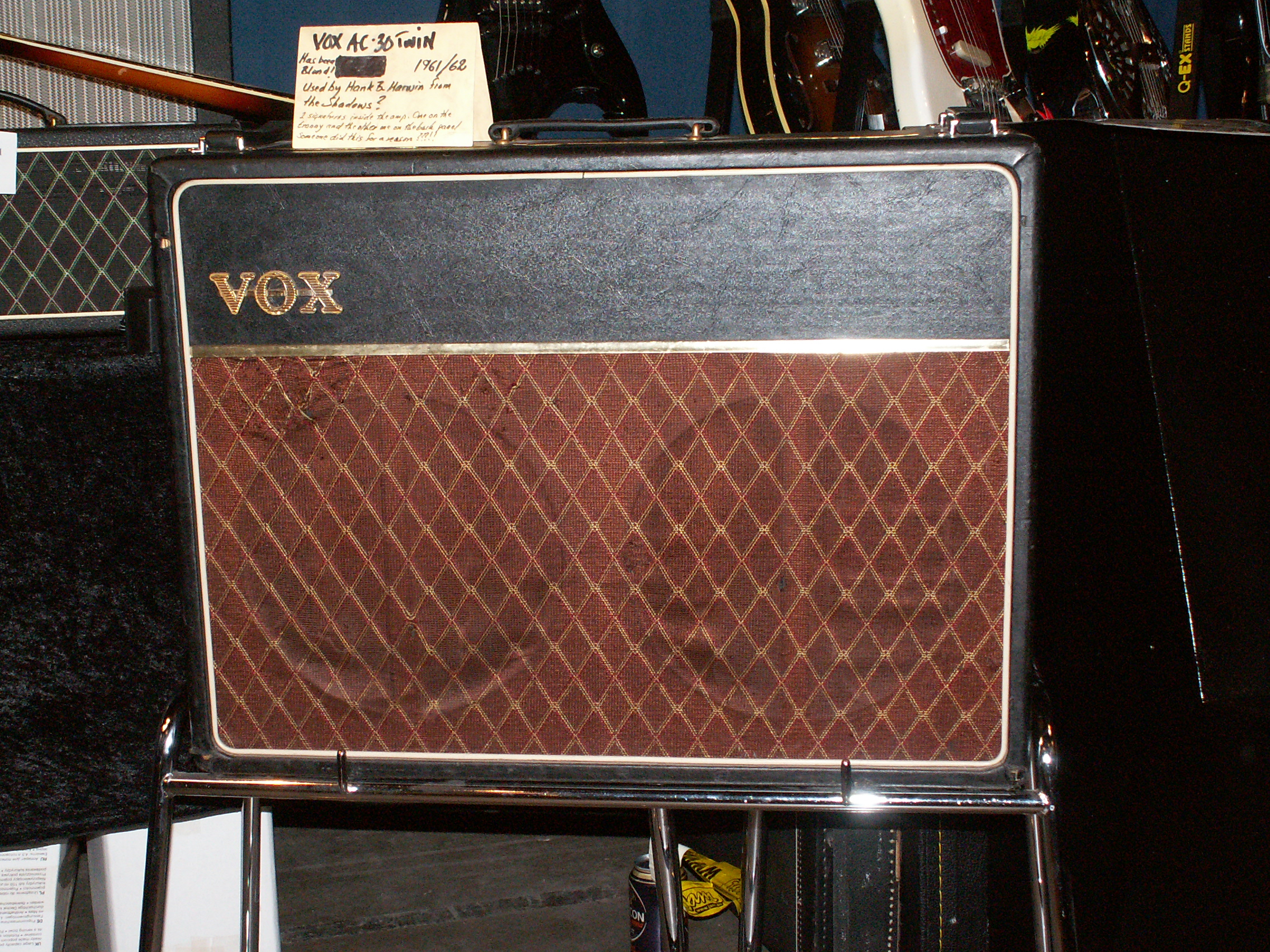
Ejemplar de un Vox AC30.

Para salvar la poca fiabilidad de algunos elementos del AC30, Vox realizó una nueva versión de este en 1961, en la que la válvula EF86 fue reemplazada con unas ECC83 (también conocido como 12AX7's). Su circuito constaba de tres canales, cada uno de ellos con dos entradas. Este modelo fue llamado posteriormente AC30/6. Además, el modelo contaba con tres juegos de ecualización (Normal, Brillante (Agudos), y Graves), logrados mediante ligeras modificaciones en el circuito.

### La incorporación del "Top Boost"
Dado que los músicos acogieron muy bien estos tres juegos de ecualización, e incluso pedían más avances en este sentido, Vox desarrolló lo que pasaría a llamarse el “Top Boost”. El "Top Boost" o "Brillo" ("Brilliance" en inglés), como fue originalmente llamado, era la incorporación de una unidad al panel trasero, la cual añadía ganancia extra y controles de tono para graves y agudos, en contraposición al único control de tono del modelo original del AC30. El "Top Boost" se hizo tan popular que se incorporó al nuevo AC30/6 y fue trasladado del panel trasero al panel de control. Los Vox AC30/6 siguen contando con este dispositivo desde 1963. Mucha gente comenzó a llamar a estos amplificadores AC30TBs. Mientras tanto, Vox también hizo versiones Agudas y Graves del AC30 sin la unidad "Top Boost". En estos modelos los circuitos fueron ligeramente modificados para acentuar estas frecuencias.

### AC30 de circuito impreso * 1970 - 1973
En 1964, Tom Jennings, fundador de Vox, vendió una participación mayoritaria de su compañía al Grupo de Royston, un gran conglomerado de electrónica británica.  A lo largo de la década de 1960, Vox aportó al Grupo de Royston jugosas ganancias. Sin embargo, Royston desperdició los beneficios logrados con Vox en un intento fallido por desarrollar un radar para aviones. Finalmente, las pérdidas sufridas por el Grupo de Royston en este esfuerzo de ingeniería inútil hizo que Royston se declarase en quiebra en 1969. Como resultado, Vox en quiebra quedó en manos del Banco Corinto.
Bajo el control del banco, se forzó a los gestores de Vox a revisar todos los productos y procesos para lograr bajar los costos de fabricación. Se determinó que los amplificadores a válvulas creados a mano, que habían sido los principales focos de ventas en los 60, estaban ahora desfasados y no era rentable fabricarlos. Se ideó una placa de circuito impreso para los nuevos modelos AC30. Este nuevo diseño demostró ser poco confiable y no fue bien recibido, causando el declive de Vox en el mercado.
El AC-30 de circuito impreso ofrecido por Vox desde 1970 hasta 1973 se puede reconocer fácilmente por el uso de una placa de identificación de Vox de forma rectangular, estilo americano. Esta reemplazó al logo tradicional -VOX- utilizado en anteriores y posteriores amplificadores AC-30.
A finales de 1970, el Banco Corinto vendió Vox a una compañía británica llamada Industrias Stolec. Esta compañía continuó produciendo los AC30 de placa de circuito impreso, modelos con o sin reverb. Para entonces Vox se había transformado en una vieja gloria del pasado y sus ventas siguieron disminuyendo.
En 1972, Dallas Industries, distribuidor británico de amplificadores Fender y Sound City, vio la oportunidad de comprar Vox cuando fue puesto de nuevo en venta por Stolec. Dallas Industries, a través de sus instalaciones en Inglaterra: Dallas Arbiter sería los encargados de dar carpetazo a los AC30 de placa de circuito impreso y recuperar el clásico AC30 de los 60.

### AC30/6 Top Boost, AC30/6 TB Spring Reverb y AC30 Solid State * 1973-1979 Etapa Dallas Arbiter
En 1972, Dallas Arbiter, una compañía Británica propiedad de CBS, se encargó de la producción del AC30 hasta el año 1979. Su fabricación manual dio como resultado el modelo AC-30/6 Top Boost, totalmente fiel al modelo original realizado por JMI de los 60. Tenía 3 canales: Vibrato-Tremolo, Normal y Brillante, con sus correspondientes ganancias, ecualización en graves y agudos, filtro de salida y control de velocidad del Vibrato-Tremolo. En su interior contaba con cinco válvulas ECC83, una ECC82 y cuatro EL-84s. La única y gran diferencia con respecto al modelo de los años 60 fue la desaparición de la válvula rectificadora GZ-34 por un puente de diodos. Este cambio modificaba ligeramente el sonido clásico del AC30 en su máximo nivel de volumen, perdiendo la cremosidad y compresión del amplificador, y logrando una mayor pegada que superaba los 40 W. El AC-30/6 TB, con su vuelta a las raíces, fue todo un éxito.
A raíz de la buena acogida del AC-30/6 TB, Vox decidió probar nuevos caminos y presentó el modelo AC30 Solid-state (AC30SS) que, por primera vez sustituía sus válvulas por estado sólido. Este cambio repercutió notablemente en el sonido, totalmente alejado de los clásicos AC30. A pesar de esto, sería un modelo con una gran acogida y bandas como "Queen" o "Status Quo" serían habituales usuarios de este nuevo amplificador. El AC30TB con reverberación spring reverb fue presentado en 1978.
Ya avanzados los 70, Vox decidió incorporar Reverberación, bajo el nombre "Spring Reverb", al AC-30/6 TB. Este modelo saldría a la venta con éxito en 1978. Tanto el AC-30/6 TB con Reverb como el que no la llevaba se fabricarían hasta el año 1980 en que Dallas Arbiter decidió vender Vox a Rose Morris, aunque este los seguiría fabricando bajo su nombre hasta 1985.

### El AC30 en los 80 y 90
Se puede decir que la producción del AC30 jamás ha cesado. Los nuevos modelos del AC30 son reediciones de los anteriores AC30/6 (AC30TB). En cuanto a ediciones limitadas ha habido al menos una, en 1991, además de varias reediciones en los 80 y los 90. Los AC30 producidos entre 1989 y 1993 también cuentan con la reverberación tipo spring reverb como el modelo estándar.

### AC30 Custom Classic Series (AC30 CC2) * 2004-2009
En el 2004, Vox presentó su nueva, más versátil y completa, serie de amplificadores en la historia de la marca, conocida como AC30 Custom Classic (AC30CC) diseñada para reemplazar los modelos AC30TB, AC30TBX, AC15TB y AC15TBX fabricados (bajo contrato con Vox) por Marshall en sus instalaciones en Inglaterra.
La decisión de interrumpir los modelos de TB y TBX en 2004 fue causada por un número de razones. En primer lugar, Marshall Amplification PLC necesitaba concentrar toda su capacidad de producción en la creciente popularidad de los productos de Marshall. En segundo lugar, los costos de materiales y mano de obra en el Reino Unido se habían intensificado, causando que el precio de venta del AC30TBX a subiese hasta 3200 dólares. Las ventas habían comenzado a caer debido a los aumentos de precios.
Una tercera preocupación era los costos adicionales debido a la inclusión del complejo circuito "Vib / Trem" del CA-30 TB y modelos TBX. El "Vib / Trem" era una característica original de los amplificadores Vox JMI realizados en la década de 1960. El efecto "Vib / Trem" era único para el Vox AC-30. Muchos amplificadores tienen "trémolo", pero no "Vib / Trem" . En términos técnicos, el tremolo es "modulación de amplitud variable." En pocas palabras, esto significa una modulación de la intensidad de la salida del amplificador a diferentes velocidades y profundidad. Esto no es un efecto difícil de diseñar en un amplificador de guitarra. En cambio, el Vibrato es "modulación de frecuencia variable." Se trata de una oscilación de tono. Es necesario un circuito mucho más complicado, y un costo mucho mayor, para crear el efecto de vibrato en un amplificador de guitarra. 
Como el costoso canal "Vib / Trem" no era muy popular entre la mayoría de los guitarristas, pareció una buena idea eliminar esta característica en la nueva serie Custom Classic. El ahorro derivado de quitar el "Vib / Trem" permitiría la incorporación de un circuito reverb de alta calidad, no incluidos anteriormente en la serie de amplificadores AC-30 TB y TBX.
Steve Grindsrod, ingeniero jefe de Vox en 2004, tuvo muchas nuevas ideas para la versión Custom Classic del AC30, la inclusión de un control de volumen MÁSTER permitiría que el nuevo amplificador pudiese distorsionar a volúmenes mucho más bajos, subiendo el Volumen del canal al máximo si se quería y bajando el máster. También incluiría numerosos conmutadores que permitirían modificar gran cantidad de parámetros del amplificador (Reverb, Wattios, Ecualización) que jamás antes se habían podido modificar y que jamás se volverían a encontrar en modelos posteriores. Esas modificaciones se mencionarán más adelante, como por ejemplo la adición de un interruptor "Output Bias" que permitía la posibilidad de elegir entre una resistencia de 82 Ω  (como el original AC-30) o una resistencia de 50 (con un tono y salida más cálidos).
Con el diseño de esta "lista de novedades" en la mano, Vox fue en 2004 en busca de un fabricante de calidad y económico para producir esta nueva serie de amplificadores. Esta búsqueda les llevó hasta una empresa de electrónica de audio en China, que tenía una excelente reputación para la producción de productos con excelente mano de obra y el uso de materiales de calidad. Esta firma china, además de trabajar para Vox, se dedicaba también a la fabricación de componentes de alta gama estéreo contratados por una famosa marca europea de "boutique" hi-fi.
El resultado final fue el amplificador VOX AC30 más completo hasta el presente, combinando las características más atractivas del clásico AC30 con las mejores innovaciones en cuanto a sonido, ecualización y circuitos. 
El diseño final incorporaba: dos entradas (Top Boost y Normal). Un controlador de volumen Normal y uno Top Boost, con un conmutador de "brillo" en el canal Normal que pulsado simulaba el tercer canal "Treble" del modelo Vox AC-30 JMI de 1964, o sea, como si tuviese los tres canales de entonces. En las entradas de Top Boost y Normal también había un conmutador que permitía sumar las señales de ambos canales. En la parte de la Ecualización incorporaba un conmutador entre EQ Estándar (como la de 1964) o Custom (actual); en la sección de Reverberación incluía un conmutador de reverberación clásica "Low Drive" o más profunda "High Drive" aparte de tono y cantidad de reverberación. En la sección trémolo dos controladores, uno de velocidad y otro de profundidad. En la sección de máster de salida incorporaba un controlador "Tone Cut" que variaba la presencia en la sección de amplificación de potencia, y un controlador de volumen máster para lograr saturar a volúmenes más bajos (antiguamente había que subir el volumen del canal a niveles altísimos para lograr la saturación, haciendo imposible su uso doméstico; con el máster esto quedaba subsanado).
A todas las novedades había que añadir dos de las más interesantes: el interruptor (que ya hemos mencionado antes) "Output Bias" que permitía la posibilidad de elegir entre una resistencia de 82 Ω (como el original AC-30) o una resistencia de 50 (con un tono y salida más cálidos); y la adición de un conmutador "Smoothing" que permitía alterar el voltaje del amplificador entre 22 V (Vintage) y 33 V (Moderno), logrando saturar mucho antes a los 22 V sin necesidad de llegar a volúmenes atronadores.
Los altavoces fueron encargados por primera y única vez a la reputada empresa británica Wharfedale que diseñó unos altavoces imitando la tonalidad de los clásicos "greenback" usados por Vox desde los 70 hasta los 90. También salió un modelo más caro, el AC30 CC2x, con los altavoces Celestion Alnico Blue, los más clásicos del AC30.
El hecho de que a partir de 2004 la fabricación de los amplificadores Vox fuese realizada en China bajo la supervisión de Vox Inglaterra, disgustó inicialmente a algunos puristas, que poco a poco pudieron comprobar que los nuevos modelos no sólo mantenían la calidad sonora de sus antecesores, sino que incorporaban muchísimas novedades muy útiles (como los Loops de efectos) que se ajustaban perfectamente a las necesidades musicales de las nuevas tendencias.

### AC30 Custom Series (AC30 C2) * 2010-actualidad
En enero de 2010, con la crisis económica golpeando la economía mundial, Vox decidió lanzar al mercado una nueva serie de amplificadores, el Vox AC30 C2, que resultase más económico para los compradores que sus modelos anteriores. Esto supuso sacrificar muchas de las versátiles novedades del anterior AC30 CC2 para abaratar su fabricación y su precio de mercado.
El cambio más llamativo del nuevo AC30 C2 era no incorporar la válvula rectificadora GZ34 / 5AR4 sustituyéndola por un diodo de silicio ('estado sólido'). Si bien Vox se escudó en que esta válvula siempre dio problemas en los modelos clásicos (ya que si se fundía dejaba de funcionar el amplificador), sí que decidieron incluirla en los modelos de lujo hechos a mano que editaron del VOX AC30 un año después. La válvula rectificadora, encargada de suministrar alimentación al resto de válvulas cuando se llegaban a los máximos niveles de potencia del amplificador, aportaba una compresión al sonido que caracterizaba la cremosidad del mismo al romper, tan clásica en guitarristas como Brian May que llevan los volúmenes al límite. El nuevo modelo sacrificaba esa calidez en favor de un mayor punch obtenido con el puente de diodos. La auténtica razón era economizar la fabricación.
Entre los numerosos cambios también se encontraban la triste desaparición de los conmutadores de: canal Normal con brillo, reverb "High Drive" y "Low Drive", suma de canales Normal y Top Boost, "Output Bias" para cambiar entre 82 Ω (como el original AC-30) y 50 (con un tono y salida más cálidos), "Smoothing" que permitía alterar el voltaje del amplificador entre 22 V (Vintage) y 44 V (Moderno). Pérdidas que hacían el modelo mucho menos versátil que su antecesor CC2.
Todo esto sumado a un acabado en madera prensada en vez de abedul y no incorporar el pedal de selección de trémolo y reverb, abarató considerablemente el costo del amplificador y pudieron así reducir su precio. Como compensación incluyeron dos entradas para el canal Normal y otras dos para Top Boost, unas con mayor ganancia y otras con menos, pero de poca utilidad en comparación con las perdidas de las prestaciones del modelo anterior; y cambiaron los modelos Wharfedale GSH12-30 (que imitaban los GreenBack de los 70) por los actuales Celestion GreenBack. En los modelos C2x incorporaban los clásicos y reputados Celestion Blue Alnico.
Al contrario que el AC30 C2, su hermano inferior, el AC15 C2, mejoró con respecto al modelo anterior, AC15 CC2, al incorporar dos canales Normal y Top Boost en los nuevos modelos, cuando antes sólo contaba con uno, Top Boost.

## Ediciones especiales
Recientemente, Vox ha lanzado al mercado versiones limitadas del AC30. El AC30BM, basado en destacado tono y sonido del amplificador de Brian May, de Queen. Esta edición especial limitada consta sólo de un par de centenares en todo el mundo. Dado que este modelo está diseñado para imitar el sonido de Brian May, el amplificador solo tiene un control de volumen, aunque un conmutador permite al usuario reducir a la mitad las válvulas de salida, reduciendo de este modo la potencia a 15 W y el volumen a la mitad, algo muy útil para tocar en casa. También cabe la posibilidad de activar la función Top Boost mediante un pedal.
También se ha fabricado el Vox AC30 amPlug, un mini amplificador diseñado para tocar escuchando por los cascos.

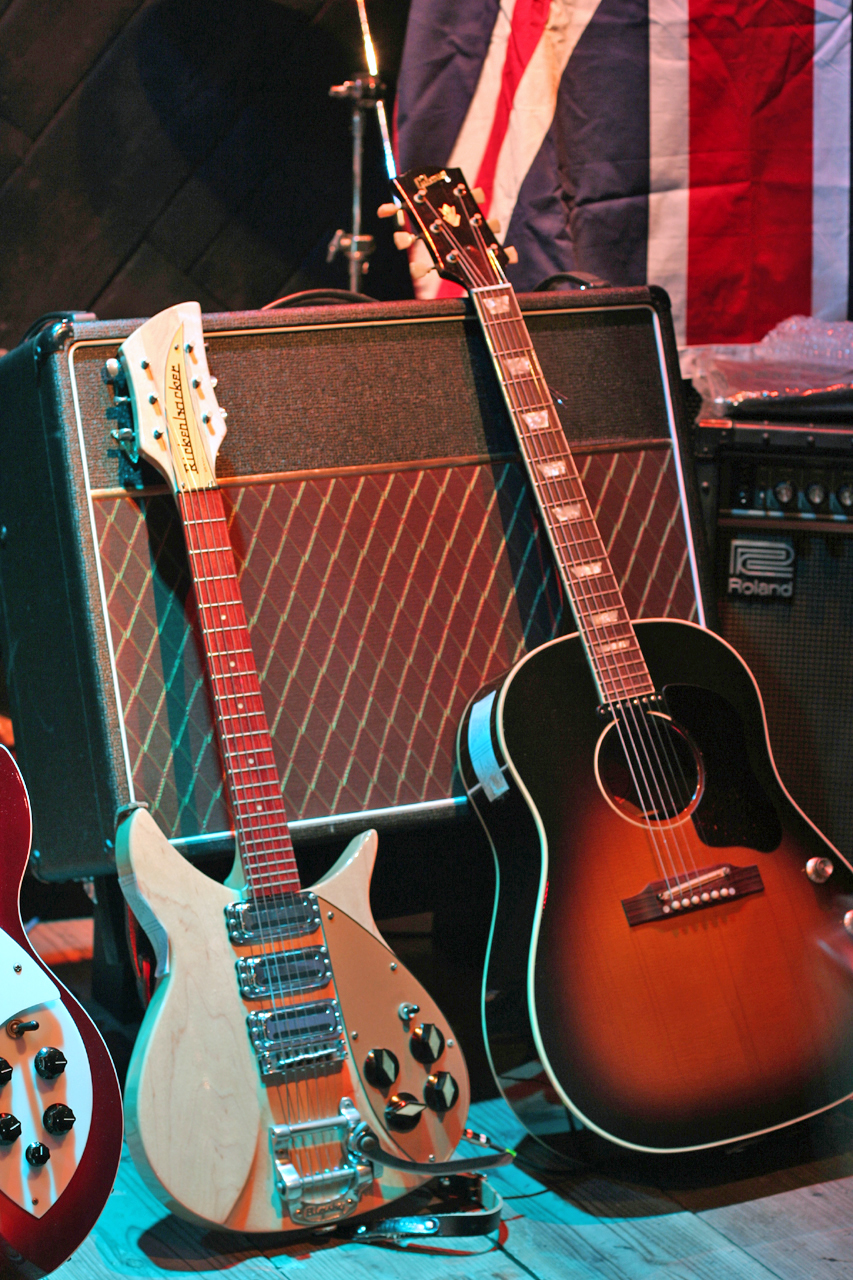
Guitarras y AC30 de John Lennon.

## JMI
A partir de 2006, una compañía llamada JMI (y no la original Jennings Musical Instruments) comenzó a fabricar copias del AC30 disponibles en negro y beige. Al no tener los derechos de la marca Vox, JMI se vio obligada a publicar en su sitio web que no estaba relacionada de modo alguno con la empresa Vox, y llamo a sus amplificadores 30/6 (6 entradas) y 30/4 (4 entradas, sin canal de "brillo"). El Top Boost se vende como una mejora y no se presenta en el modelo estándar, se ofrecen entradas 4/6, en lugar de los dos canales de los AC30CC. Los altavoces se venden en verde o azul. Aunque en su página web se encuentran imágenes del chasis del amplificador que muestran que se realiza a mano, los detalles de su fabricación no están claros aún.

## Circuitos
El AC30 es un amplificador a válvulas, y a pesar de que mucha gente cree que se trata de un amplificador electrónico de clase A. Se trata en efecto de un amplificador de clase AB1.
Usa dos pares de válvulas EL84. Algunos creen que la condición de alta parcialidad es la fuente del famoso sonido de éste amplificador, de su inmediata respuesta y su sonido metálico, aunque la falta de feedback negativo, el pequeño circuito del preamplificador, la pérdida de tonos graves y el uso de válvulas predispuestas para el escenario son factores igual de importantes, si no incluso más. El AC30 incorpora altavoces Celestion "Blue", los cuales contribuyen en gran medida al sonido característico del amplificador. Los dos altavoces de 12 " y 15 W a menudo llegan al límite de su potencia dando lugar a un corte del rango medio del altavoz que provoca un sonido rico en agudos y muy definido, a diferencia de otros amplificadores como los Marshall o los Fender.

## Músicos famosos que usan el AC30

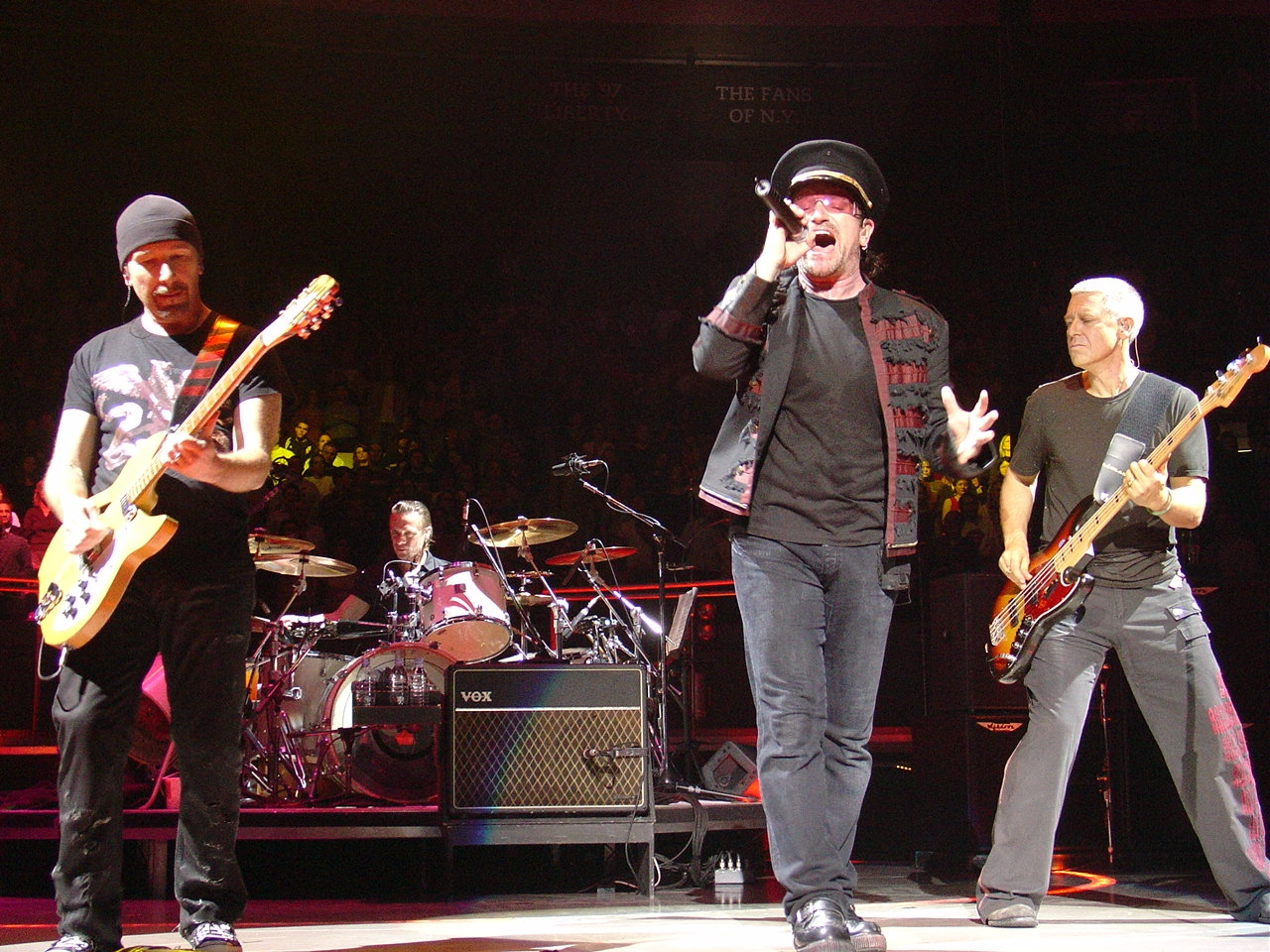
El AC30 de The Edge, en un concierto de U2.

- Glenn Jiménez de Moltres y en carrera solista.
- Hank Marvin y Bruce Welch de The Shadows.
- John Lennon, Paul McCartney y George Harrison de The Beatles.
- Keith Richards y Brian Jones de The Rolling Stones.
- Brian May de Queen.
- Carl Barât de Dirty Pretty Things, anteriormente the Libertines.
- Pete Townshend de The Who.
- Ritchie Blackmore de Deep Purple.
- Rory Gallagher
- Jeff Beck
- Jimmy Page de Led Zeppelin.
- John Scofield
- The Edge y Bono de U2.
- Gustavo Cerati de Soda Stereo Y en Carrera Solista.
- Tom Petty y Mike Campbell de Tom Petty and the Heartbreakers.
- Peter Buck de R.E.M.
- Fernandito Mid-Ass de Ciudad Ruido
- Thom Yorke, Jonny Greenwood, y Ed O'Brien de Radiohead.
- Noel Gallagher de Oasis.
- Tom Delonge de Angels And Airwaves.
- Chris Shiflett de Foo Fighters.
- Andrew Latimer de Camel.
- Pablo Benegas, guitarrista del grupo español La Oreja de Van Gogh.
- Connor Power de The Wishing Stones.
- Mark Collins de The Charlatans.
- Alex Turner de Arctic Monkeys.
- Matthew Good
- Raúl De Lara de Producer-Arde El Arte Estudios
- Ben Kasica de Skillet
- Omar Rodríguez-López de The Mars Volta
- Álvaro Henríquez de Los Tres
- Bienve Campoy de Noise Box
- Lionel Campoy de Nivel X
- Francisco Duran de Los Bunkers
- Carlos Raya de Fito y los Fitipaldis
- Leonardo Franco de Los Iracundos.
- Ricardo Mollo de Divididos
- Juan Ródenas de Why Not!